# Aleksandr Lebiediew (fizyk)
Aleksandr Aleksiejewicz Lebiediew (ros. Александр Алексеевич Лебедев, ur. 27 listopada 1893 w Poniewieżu, zm. 15 marca 1969 w Leningradzie) – radziecki fizyk.

## Życiorys
Był synem nauczyciela, szlachcica Aleksieja Lebiediewa. W 1911 skończył szkołę realną w Petersburgu, później do 1916 studiował fizykę na Uniwersytecie Petersburskim. Od 1919 pracował w Państwowym Instytucie Optycznym, gdzie przez wiele lat kierował sektorem fizycznej optyki stosowanej, jednocześnie od 1922 wykładał na Uniwersytecie Petersburskim, gdzie był też starszym asystentem działu fizyki i kierownikiem naukowym prac dyplomowych studentów uniwersytetu. W 1930 był na 9 miesięcy delegowany naukowo do Anglii, gdzie pracował w laboratorium profesora Williama Bragga w Londynie, badając m.in. dyfrakcję elektronów. Latem 1934 kierował kompleksową ekspedycją naukową Akademii Nauk ZSRR na Elbrus. 29 kwietnia 1935 został członkiem rzeczywistym Instytutu Optycznego, 5 grudnia 1935 otrzymał stopień doktora nauk fizyczno-matematycznych. Od 1944 do 1952 był kierownikiem naukowym Instytutu Naukowo-Badawczego-801 Ludowego Komisariatu Przemysłu Obronnego ZSRR (obecnie Naukowo-Badawczy Instytut Fizyki Stosowanej w składzie Instytutu Naukowo-Badawczego "Orion" w Moskwie). Od 1947 był profesorem i kierownikiem działu elektrofizyki Wydziału Fizycznego Leningradzkiego Uniwersytetu Państwowego, w 1939 został członkiem korespondentem, a w 1943 akademikiem Akademii Nauk ZSRR. Zajmował się zagadnieniami optyki elektronicznej (m.in. mikroskopami elektronowymi, zakresem dyfrakcji elektronów, mikroanalizatorami, konwerterami elektronowo-optycznymi i innymi urządzeniami), badaniem własności półprzewodników i ich technicznym zastosowaniem w urządzeniach elektroniczno-optycznych, badaniem metod i tworzeniem sprzętu do lokalizacji światła, analogiem radiolokacji, badaniem warunków przechodzenia promieniowania optycznego przez atmosferę i badaniem promieniowania optycznego Słońca o krótkiej fali i promieniowania rentgenowskiego poza atmosferą Ziemi za pomocą aparatury kosmicznej. Od 1934 do 1940 pracował nad stworzeniem elementów optyczno-elektronowych mikroskopu elektronowego. W latach 1950–1956 był deputowanym do Rady Najwyższej ZSRR, a 1953-1956 zastępcą przewodniczącego Rady Związku Rady Najwyższej ZSRR.

## Odznaczenia i nagrody
- Medal „Sierp i Młot” Bohatera Pracy Socjalistycznej (21 czerwca 1957)
- Order Lenina (pięciokrotnie, 1945, 1953, 1953, 1957 i 1959)
- Order Czerwonego Sztandaru Pracy (trzykrotnie, 1943, 1951 i 1957)
- Order „Znak Honoru” (1939)
- Nagroda Leninowska (1959)
- Nagroda Stalinowska (dwukrotnie, 1947 i 1949)

I medale.